# Robert Paul Wolff

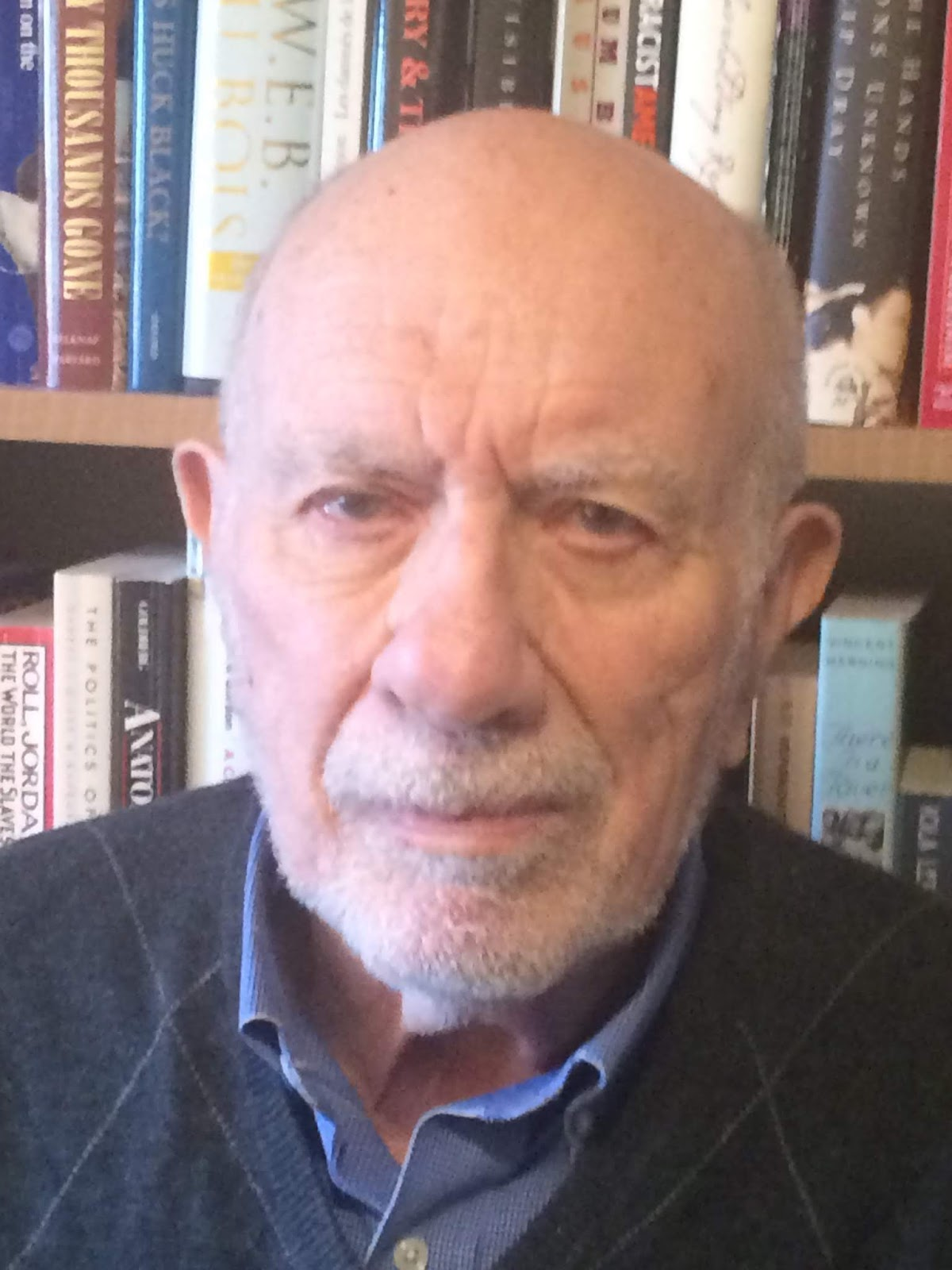
Robert Paul Wolff (2018)

Robert Paul Wolff (* 27. Dezember 1933 in New York; † 6. Januar 2025) war ein US-amerikanischer politischer Philosoph und Individualanarchist.

## Leben
Robert Paul Wolff promovierte 1957 an der Harvard University. Er war anschließend als Philosophiedozent in Harvard, an der Universität Chicago, an der Columbia University und ab 1971 an der philosophischen Fakultät der Universität von Massachusetts tätig. Ab 1992 war er dort in der Abteilung für Afroamerikanische Studien beschäftigt. Sein Sohn Patrick Wolff, dem er mit fünf Jahren das Schachspiel beibrachte, ist zweifacher US-amerikanischer Schachmeister (1992 und 1995). Robert Paul Wolff ging 2008 in den Ruhestand, veröffentlichte Vorträge auf Youtube und lebte in Chapel Hill, North Carolina.

## Werk
Wolff verfasste 21 Bücher, die sich mit der Geschichte der Philosophie in der Moderne und politischer, sozialer und ökonomischer Philosophie beschäftigen und in denen er sich mit den Themen Marxismus, Toleranz, Liberalismus und Vernunft auseinandersetzt.
Mit seiner Schrift Defense of Anarchism (dt.: Eine Verteidigung des Anarchismus) erreichte Wolff einen großen internationalen Leserkreis. Quintessenz der Schrift ist, dass es einen unauflöslichen Widerspruch gibt, zwischen dem staatlichen Herrschaftsanspruch und der Pflicht des Einzelnen, sich selbst zum Urheber seiner Entscheidungen zu machen, und somit keine Staatsform außer der Anarchie legitimiert werden kann. Wolffs Verteidigung des individuellen Anarchismus erhielt auch Lob, das ihm nicht willkommen war: aus den Reihen der politischen Rechten, von Libertären und Anarchokapitalisten.
In The Poverty of Liberalism (dt. Das Elend des Liberalismus) zeigt Wolff die weitverbreiteten Inkonsistenzen im liberalen und konservativen Denken des 20. Jahrhunderts auf. Wolff nimmt darin John Stuart Mills Texte On Liberty und Principles of Political Economy als Ausgangspunkt.
Innerhalb der Philosophie ist Wolff besser bekannt für seine Kant-Forschung, insbesondere für seine Arbeiten über Kants Kritik der Reinen Vernunft (Kant’s Theory of Mental Activity und The Autonomy of Reason). Auch mit einem Kommentar zu Karl Marx’ Kapital (Understanding Marx) und anderen Studien zu Marx’ Philosophie, in denen er die von Marx angewandten rhetorischen und literarischen Stilmittel untersuchte, machte sich Wolff einen Namen.
2005 veröffentlichte Wolff seine Autobiografie eines ehemals Weißen Mannes (Autobiography of an Ex-White Man), er schreibt hier über seine Erfahrung als Mitglied der Abteilung für Afroamerikanische Studien und was diese ihn über Amerika gelehrt habe.

## Schriften
- Kant’s Theory of Mental Activity. 1962.
- Beyond Tolerance. In: Robert Paul Wolff, Barrington Moore und Herbert Marcuse: Critique of Pure Tolerance. 1965. (dt.: Jenseits der Toleranz. In: Kritik der reinen Toleranz. Übersetzt von Alfred Schmidt. Suhrkamp, Frankfurt/M. 1966, S. 7–59)
- The Poverty of Liberalism. 1968. (dt.: Das Elend des Liberalismus)
- In Defense of Anarchism. Harper & Row Inc., New York 1970, ISBN 0-520-21573-7. (dt.: Eine Verteidigung des Anarchismus)
- The Autonomy of Reason. 1974.
- Understanding Marx. 1985.
- Autobiography of an Ex-White Man. 2005.